# Ligue 1 2022-23
La temporada 2022-23 de la Ligue 1, también conocida como Ligue 1 Uber Eats por razones comerciales, marcó la 85.ª edición de la Liga Francesa de fútbol. El torneo lo organiza la Ligue de Football Professionnel. La temporada dio inicio el 6 de agosto de 2022 y concluyó el 3 de junio de 2023.

## Sistema de competición
La competición consta de un grupo único compuesto por diecinueve clubes franceses y un club monegasco, siguiendo un sistema de liga. Cada equipo se enfrenta dos veces a todos los demás, una vez en su propio estadio y otra en el estadio del oponente, lo que suma un total de 38 jornadas. El orden de los partidos se determina mediante un sorteo antes del inicio del torneo.
La clasificación final se establece en función de los puntos obtenidos en cada enfrentamiento, con tres puntos otorgados por victoria, uno por empate y ninguno en caso de derrota. En caso de que dos equipos terminen con la misma cantidad de puntos al final del campeonato, se aplican los siguientes criterios de desempate:
1. Diferencia de gol general;
2. Mayor número de puntos en confrontaciones directas;
3. Mayor diferencia de gol particular;
4. Mayor número de goles en confrontaciones directas;
5. Mayor número de goles de visitante en confrontaciones directas;
6. Mayor número de goles marcados;
7. Mayor número de goles marcados de visitante;
8. Mejor clasificación en "fair play" (1 punto por tarjeta amarilla, 3 puntos por tarjeta roja).

Las reglas 2, 3, 4 y 5 solo pueden aplicarse si se han jugado ambos partidos entre los clubes involucrados. Mientras esos dos partidos no se hayan disputado, se aplicarán en primer lugar las reglas 6, 7 y 8 en el orden en el que se mencionan.

### Clasificación para competiciones europeas
La Ligue de Football Professionnel (LFP) recibe un total de 6 plazas otorgadas por la UEFA para participar en sus competiciones continentales en la temporada siguiente. Estas plazas se distribuyen de la siguiente manera:
- 2 plazas en la fase de grupos de la Liga de Campeones para los dos primeros equipos clasificados de la Ligue 1.

- 1 plaza en la tercera ronda clasificatoria de la Liga de Campeones para el tercer equipo clasificado de la Ligue 1.

- 2 plazas en la fase de grupos de la Liga Europa para el equipo campeón de la Copa de Francia y para el cuarto equipo clasificado de la Ligue 1.

- 1 plaza en la ronda de play-off de la Liga Europa Conferencia para el quinto equipo clasificado de Ligue 1.

En el caso de que un equipo obtenga una plaza para la Liga Europa al ganar la Copa de Francia, pero termine la temporada entre los cuatro primeros clasificados de la Ligue 1 (obteniendo así una plaza en una competición igual o superior), la plaza obtenida a través de la copa pasa al quinto clasificado, mientras que el sexto clasificado obtiene la plaza para la Liga Europa Conferencia. Por otro lado, si el campeón de la Copa de Francia se encuentra en la quinta posición de la liga, obtiene la plaza conseguida a través de la copa, y la plaza de la Liga Europa Conferencia se concede al sexto clasificado.

### Descensos a Ligue 2
Una de las grandes novedades de esta temporada es que habrá 4 descensos al finalizar la competencia, además de que no se llevará a cabo el play-off de ascenso. En su lugar, únicamente dos equipos de la Ligue 2 lograrán ascender. Todo esto se implementa con el objetivo de reducir la cantidad de equipos a 18 en la liga a partir de la edición 2023-24.

## Equipos participantes

### Relevos
En la Ligue 1 participan veinte equipos en total. Estos equipos se componen de los primeros diecisiete clasificados de la temporada anterior de la Ligue 1 2021-22, los dos equipos mejor ubicados en la clasificación final de la Ligue 2 2021-22 y el ganador de una fase de playoffs. Los playoffs enfrentan al tercer, cuarto y quinto clasificado de la Ligue 2 2021-22 junto con el equipo que finalizó en la decimoctava posición de la Ligue 1 2021-22.
| Pos. | Descendidos a la Ligue 2 |
| ---- | ------------------------ |
| 18.º | A. S. Saint-Étienne      |
| 19.º | F. C. Metz               |
| 20.º | Girondins de Burdeos     |

| Pos.  | Ascendidos de la Ligue 2 |
| ----- | ------------------------ |
| 1.º   | Toulouse F. C.           |
| 2.º   | A. C. Ajaccio            |
| Prom. | A. J. Auxerre            |

Nota: El Girondins de Burdeos estuvo en riesgo de descender a la tercera división (National) debido a problemas financieros. Sin embargo, logró resolver dichos inconvenientes y competir en la segunda división (Ligue 2) para la temporada 2022-23.

### Información de los equipos
| Equipo                | Ciudad           | Estadio                   | Aforo  | Entrenador           | Capitán             | Proveedor      | Patrocinador       |
| --------------------- | ---------------- | ------------------------- | ------ | -------------------- | ------------------- | -------------- | ------------------ |
| A. C. Ajaccio         | Ajaccio          | Stade François-Coty       | 10 660 | Olivier Pantaloni    | Mathieu Coutadeur   | Adidas         | LMM                |
| Angers S. C. O.       | Angers           | Stade Raymond Kopa        | 19 350 | Alexandre Dujeux INT | Pierrick Capelle    | Kappa          | Groupe Actual      |
| A. J. Auxerre         | Auxerre          | Stade de l'Abbe-Deschamps | 17 924 | Christophe Pélissier | Birama Touré        | Macron         | Acadomia           |
| Clermont Foot         | Clermont-Ferrand | Stade Gabriel Montpied    | 13 700 | Pascal Gastien       | Florent Ogier       | Uhlsport       | Crédit Mutuel      |
| Racing de Estrasburgo | Estrasburgo      | Stade de la Meinau        | 26 109 | Frédéric Antonetti   | Dimitri Liénard     | Adidas         | Groupe ÉS          |
| Lille O. S. C.        | Lille            | Stade Pierre-Mauroy       | 50 186 | Paulo Fonseca        | José Fonte          | New Balance    | Cazoo              |
| F. C. Lorient         | Lorient          | Stade du Moustoir         | 18 500 | Régis Le Bris        | Laurent Abergel     | Umbro          | Jean Floc'h        |
| A. S. Mónaco          | Mónaco           | Stade Louis II            | 16 500 | Philippe Clement     | Wissam Ben Yedder   | Kappa          | eToro              |
| Montpellier H. S. C.  | Montpellier      | Stade de la Mosson        | 22 000 | Michel Der Zakarian  | Téji Savanier       | Nike           | Groupe Partouche   |
| Olympique de Lyon     | Lyon             | Parc Olympique Lyonnais   | 57 209 | Laurent Blanc        | Alexandre Lacazette | Adidas         | Emirates           |
| Olympique de Marsella | Marsella         | Stade Orange Vélodrome    | 66 226 | Igor Tudor           | Dimitri Payet       | Puma           | Cazoo              |
| F. C. Nantes          | Nantes           | Stade de la Beaujoire     | 35 322 | Pierre Aristouy      | Alban Lafont        | Macron         | Synergie           |
| O. G. C. Niza         | Niza             | Allianz Riviera           | 35 596 | Didier Digard INT    | Dante               | Macron         | Ineos              |
| París Saint-Germain   | Paris            | Parc des Princes          | 47 929 | Christophe Galtier   | Marquinhos          | Nike           | Qatar Airways      |
| R. C. Lens            | Lens             | Stade Bollaert-Delelis    | 38 223 | Franck Haise         | Seko Fofana         | Puma           | Auchan             |
| Stade Brest           | Brest            | Stade Francis-Le Blé      | 15 220 | Éric Roy             | Brendan Chardonnet  | Adidas         | Quéguiner          |
| Stade Reims           | Reims            | Stade Auguste-Delaune     | 20 546 | Will Still           | Yunis Abdelhamid    | Umbro          | Hexaom             |
| Stade Rennes          | Rennes           | Roazhon Park              | 29 778 | Bruno Génésio        | Hamari Traoré       | Puma           | Samsic             |
| E. S. Troyes A. C.    | Troyes           | Stade de l'Aube           | 20 400 | Patrick Kisnorbo     | Adil Rami           | Le Coq Sportif | Winamax            |
| Toulouse F. C.        | Toulouse         | Stadium de Toulouse       | 33 150 | Philippe Montanier   | Brecht Dejaegere    | Craft          | LP Promotion Group |

### Cambios de entrenadores
| Equipo                 | Entrenador (Jornadas)          | Fecha de vacante        | Tipo de salida     | Posición en la tabla | Entrenador entrante    | Fecha de nombramiento   |
| ---------------------- | ------------------------------ | ----------------------- | ------------------ | -------------------- | ---------------------- | ----------------------- |
| Olympique de Lyon      | Peter Bosz (1-10)              | 9 de octubre de 2022    | Despedido          | 9º                   | Laurent Blanc          | 9 de octubre de 2022    |
| Stade Brest            | Michel Der Zakarian (1-10)     | 11 de octubre de 2022   | Despedido          | 20º                  | Bruno Grougi INT       | 11 de octubre de 2022   |
| AJ Auxerre             | Jean-Marc Furlan (1-10)        | 11 de octubre de 2022   | Despedido          | 16º                  | Michel Padovani INT    | 11 de octubre de 2022   |
| Stade Reims            | Óscar García (1-10)            | 13 de octubre de 2022   | Despedido          | 15º                  | Will Still             | 13 de octubre de 2022   |
| Montpellier Hérault SC | Olivier Dall'Oglio (1-11)      | 17 de octubre de 2022   | Despedido          | 11º                  | Romain Pitau INT       | 17 de octubre de 2022   |
| AJ Auxerre             | Michel Padovani INT (11-12)    | 26 de octubre de 2022   | Fin de interinidad | 19º                  | Christophe Pélissier   | 26 de octubre de 2022   |
| ES Troyes AC           | Bruno Irles (1-14)             | 8 de noviembre de 2022  | Despedido          | 13º                  | Claude Robin INT       | 8 de noviembre de 2022  |
| ES Troyes AC           | Claude Robin INT (15)          | 23 de noviembre de 2022 | Fin de interinidad | 13º                  | Patrick Kisnorbo       | 23 de noviembre de 2022 |
| Angers SCO             | Gérald Baticle (1-15)          | 24 de noviembre de 2022 | Despedido          | 20º                  | Abdel Bouhazama INT    | 24 de noviembre de 2022 |
| Stade Brest            | Bruno Grougi INT (11-17)       | 3 de enero de 2023      | Fin de interinidad | 17º                  | Éric Roy               | 3 de enero de 2023      |
| Racing de Estrasburgo  | Julien Stéphan (1-17)          | 9 de enero de 2023      | Despedido          | 19º                  | Mathieu Le Scornet INT | 9 de enero de 2023      |
| OGC Niza               | Lucien Favre (1-17)            | 9 de enero de 2023      | Despedido          | 11º                  | Didier Digard INT      | 9 de enero de 2023      |
| Montpellier Hérault SC | Romain Pitau (12-22)           | 7 de febrero de 2023    | Despedido          | 15º                  | Michel Der Zakarian    | 8 de febrero de 2023    |
| Racing de Estrasburgo  | Mathieu Le Scornet INT (18-23) | 13 de febrero de 2023   | Fin de interinidad | 17º                  | Frédéric Antonetti     | 13 de febrero de 2023   |
| Angers SCO             | Abdel Bouhazama (16-26)        | 7 de marzo de 2023      | Mutuo acuerdo      | 20º                  | Alexandre Dujeux INT   | 7 de marzo de 2023      |
| FC Nantes              | Antoine Kombouaré (1-34)       | 9 de mayo de 2023       | Mutuo acuerdo      | 17º                  | Pierre Aristouy        | 9 de mayo de 2023       |

## Clasificación
| Pos. | Equipo                    | Pts. | PJ | G  | E  | P  | GF | GC | Dif. | Clasificación 2023-24                           |
| ---- | ------------------------- | ---- | -- | -- | -- | -- | -- | -- | ---- | ----------------------------------------------- |
| 1    | París Saint-Germain (C)   | 85   | 38 | 27 | 4  | 7  | 89 | 40 | +49  | Fase de grupos de la Liga de Campeones          |
| 2    | R. C. Lens                | 84   | 38 | 25 | 9  | 4  | 68 | 29 | +39  | Fase de grupos de la Liga de Campeones          |
| 3    | Olympique de Marsella     | 73   | 38 | 22 | 7  | 9  | 67 | 40 | +27  | Tercera ronda de la Liga de Campeones           |
| 4    | Stade Rennes              | 68   | 38 | 21 | 5  | 12 | 69 | 39 | +30  | Fase de grupos de la Liga Europa                |
| 5    | Lille O. S. C.            | 67   | 38 | 19 | 10 | 9  | 65 | 44 | +21  | Ronda de play-off de la Liga Europa Conferencia |
| 6    | A. S. Mónaco              | 65   | 38 | 19 | 8  | 11 | 70 | 58 | +12  |                                                 |
| 7    | Olympique de Lyon         | 62   | 38 | 18 | 8  | 12 | 65 | 47 | +18  |                                                 |
| 8    | Clermont Foot             | 59   | 38 | 17 | 8  | 13 | 45 | 49 | −4   |                                                 |
| 9    | O. G. C. Niza             | 58   | 38 | 15 | 13 | 10 | 48 | 37 | +11  |                                                 |
| 10   | F. C. Lorient             | 55   | 38 | 15 | 10 | 13 | 52 | 53 | −1   |                                                 |
| 11   | Stade Reims               | 51   | 38 | 12 | 15 | 11 | 45 | 45 | 0    |                                                 |
| 12   | Montpellier Hérault S. C. | 50   | 38 | 15 | 5  | 18 | 65 | 62 | +3   |                                                 |
| 13   | Toulouse F. C.            | 48   | 38 | 13 | 9  | 16 | 51 | 57 | −6   | Fase de grupos de la Liga Europa                |
| 14   | Stade Brest               | 44   | 38 | 11 | 11 | 16 | 44 | 54 | −10  |                                                 |
| 15   | Racing de Estrasburgo     | 40   | 38 | 9  | 13 | 16 | 51 | 59 | −8   |                                                 |
| 16   | F. C. Nantes              | 36   | 38 | 7  | 15 | 16 | 37 | 55 | −18  |                                                 |
| 17   | A. J. Auxerre (D)         | 35   | 38 | 8  | 11 | 19 | 35 | 63 | −28  | Descenso a la Ligue 2                           |
| 18   | A. C. Ajaccio (D)         | 26   | 38 | 7  | 5  | 26 | 23 | 74 | −51  | Descenso a la Ligue 2                           |
| 19   | E. S. Troyes A. C. (D)    | 24   | 38 | 4  | 12 | 22 | 45 | 81 | −36  | Descenso a la Ligue 2                           |
| 20   | Angers S. C. O. (D)       | 18   | 38 | 4  | 6  | 28 | 33 | 81 | −48  | Descenso a la Ligue 2                           |

Actualizado a los partidos jugados el 3 de junio de 2023.
 Fuente: 
Notas:
1. ↑  Toulouse clasificó a la Fase de grupos de la Liga Europa por ser campeón de la Copa de Francia de Fútbol 2022-23.

### Evolución de la clasificación
| Equipo                    | 01 | 02 | 03 | 04 | 05 | 06 | 07 | 08 | 09 | 10 | 11 | 12 | 13 | 14 | 15 | 16 | 17 | 18 | 19 | 20 | 21 | 22 | 23 | 24 | 25 | 26 | 27 | 28 | 29 | 30 | 31 | 32 | 33 | 34 | 35 | 36 | 37 | 38 |
| ------------------------- | -- | -- | -- | -- | -- | -- | -- | -- | -- | -- | -- | -- | -- | -- | -- | -- | -- | -- | -- | -- | -- | -- | -- | -- | -- | -- | -- | -- | -- | -- | -- | -- | -- | -- | -- | -- | -- | -- |
| París Saint-Germain       | 1  | 1  | 1  | 1  | 1  | 1  | 1  | 1  | 1  | 1  | 1  | 1  | 1  | 1  | 1  | 1  | 1  | 1  | 1  | 1  | 1  | 1  | 1  | 1  | 1  | 1  | 1  | 1  | 1  | 1  | 1  | 1  | 1  | 1  | 1  | 1  | 1  | 1  |
| R. C. Lens                | 5  | 6  | 2  | 3  | 2  | 3  | 3  | 4  | 4  | 4  | 3  | 2  | 2  | 2  | 2  | 2  | 2  | 2  | 2  | 2  | 3  | 3  | 4  | 4  | 4  | 4  | 3  | 3  | 2  | 2  | 3  | 3  | 3  | 2  | 2  | 2  | 2  | 2  |
| Olympique de Marsella     | 3  | 3  | 3  | 2  | 3  | 2  | 2  | 2  | 2  | 3  | 4  | 5  | 5  | 4  | 4  | 3  | 3  | 3  | 3  | 3  | 2  | 2  | 2  | 2  | 2  | 2  | 2  | 2  | 3  | 3  | 2  | 2  | 2  | 3  | 3  | 3  | 3  | 3  |
| Stade Rennes              | 17 | 17 | 9  | 13 | 6  | 9  | 6  | 8  | 6  | 6  | 5  | 4  | 3  | 3  | 3  | 4  | 4  | 4  | 5  | 5  | 5  | 5  | 6  | 5  | 5  | 5  | 5  | 5  | 6  | 6  | 6  | 6  | 6  | 6  | 6  | 6  | 5  | 4  |
| Lille O. S. C.            | 2  | 2  | 12 | 6  | 8  | 6  | 8  | 7  | 8  | 7  | 7  | 6  | 7  | 7  | 7  | 6  | 7  | 7  | 6  | 7  | 6  | 6  | 5  | 6  | 6  | 6  | 6  | 6  | 5  | 5  | 5  | 5  | 5  | 5  | 5  | 5  | 4  | 5  |
| A. S. Mónaco              | 6  | 5  | 11 | 12 | 16 | 10 | 7  | 5  | 5  | 5  | 6  | 7  | 6  | 5  | 6  | 5  | 5  | 5  | 4  | 4  | 4  | 4  | 3  | 3  | 3  | 3  | 4  | 4  | 4  | 4  | 4  | 4  | 4  | 4  | 4  | 4  | 6  | 6  |
| Olympique de Lyon         | 7  | 7* | 4* | 4* | 4* | 4  | 5  | 6  | 7  | 9  | 10 | 8  | 8  | 8  | 8  | 8  | 8  | 8  | 9  | 9  | 10 | 9  | 9  | 9  | 9  | 10 | 10 | 10 | 9  | 7  | 7  | 7  | 7  | 7  | 7  | 7  | 7  | 7  |
| Clermont Foot             | 20 | 10 | 5  | 9  | 12 | 8  | 9  | 11 | 9  | 8  | 8  | 9  | 9  | 10 | 10 | 11 | 9  | 9  | 8  | 8  | 9  | 11 | 12 | 12 | 12 | 11 | 12 | 13 | 12 | 11 | 11 | 9  | 8  | 11 | 8  | 8  | 8  | 8  |
| O. G. C. Niza             | 9  | 12 | 16 | 18 | 15 | 16 | 12 | 13 | 13 | 13 | 13 | 12 | 10 | 9  | 9  | 9  | 11 | 10 | 10 | 10 | 8  | 8  | 7  | 8  | 7  | 7  | 7  | 7  | 8  | 9  | 9  | 10 | 9  | 8  | 10 | 9  | 9  | 9  |
| F. C. Lorient             | 8  | 8* | 8* | 5* | 7* | 5  | 4  | 3  | 3  | 2  | 2  | 3  | 4  | 6  | 5  | 7  | 6  | 6  | 7  | 6  | 7  | 7  | 8  | 7  | 8  | 9  | 9  | 8  | 10 | 10 | 10 | 11 | 10 | 9  | 9  | 10 | 10 | 10 |
| Stade Reims               | 19 | 20 | 19 | 19 | 14 | 14 | 16 | 17 | 17 | 15 | 15 | 14 | 13 | 11 | 11 | 10 | 10 | 11 | 11 | 11 | 11 | 10 | 10 | 10 | 10 | 8  | 8  | 9  | 7  | 8  | 8  | 8  | 11 | 10 | 11 | 11 | 11 | 11 |
| Montpellier Hérault S. C. | 4  | 9  | 13 | 8  | 5  | 7  | 10 | 9  | 10 | 10 | 11 | 13 | 14 | 14 | 14 | 12 | 14 | 15 | 15 | 14 | 14 | 15 | 14 | 14 | 14 | 13 | 13 | 11 | 11 | 13 | 13 | 13 | 12 | 12 | 12 | 12 | 12 | 12 |
| Toulouse F. C.            | 10 | 4  | 6  | 10 | 13 | 15 | 11 | 12 | 12 | 11 | 9  | 10 | 11 | 12 | 12 | 13 | 12 | 12 | 12 | 12 | 12 | 12 | 11 | 11 | 11 | 12 | 11 | 12 | 13 | 12 | 12 | 12 | 13 | 13 | 13 | 13 | 13 | 13 |
| Stade Brest               | 13 | 14 | 7  | 14 | 17 | 17 | 18 | 19 | 18 | 20 | 20 | 18 | 18 | 19 | 16 | 17 | 17 | 17 | 17 | 16 | 15 | 14 | 15 | 16 | 18 | 15 | 16 | 16 | 15 | 16 | 16 | 17 | 14 | 15 | 15 | 14 | 14 | 14 |
| Racing de Estrasburgo     | 16 | 15 | 14 | 16 | 18 | 18 | 17 | 18 | 19 | 14 | 17 | 16 | 17 | 18 | 19 | 19 | 19 | 19 | 16 | 17 | 18 | 17 | 17 | 15 | 15 | 16 | 15 | 15 | 16 | 17 | 17 | 15 | 16 | 14 | 14 | 15 | 15 | 15 |
| F. C. Nantes              | 12 | 13 | 15 | 11 | 10 | 13 | 15 | 15 | 16 | 19 | 14 | 15 | 15 | 16 | 15 | 16 | 15 | 14 | 13 | 13 | 13 | 13 | 13 | 13 | 13 | 14 | 14 | 14 | 14 | 14 | 15 | 16 | 17 | 17 | 17 | 17 | 17 | 16 |
| A. J. Auxerre             | 18 | 18 | 10 | 7  | 9  | 12 | 14 | 16 | 14 | 16 | 16 | 17 | 16 | 15 | 17 | 18 | 18 | 18 | 19 | 19 | 19 | 19 | 19 | 18 | 16 | 17 | 17 | 17 | 17 | 15 | 14 | 14 | 15 | 16 | 16 | 16 | 16 | 17 |
| A. C. Ajaccio             | 15 | 16 | 18 | 20 | 20 | 20 | 20 | 20 | 20 | 18 | 18 | 19 | 19 | 17 | 18 | 15 | 16 | 16 | 18 | 18 | 17 | 18 | 18 | 19 | 17 | 18 | 18 | 19 | 19 | 19 | 19 | 19 | 19 | 18 | 18 | 19 | 19 | 18 |
| E. S. Troyes A. C.        | 14 | 19 | 20 | 15 | 11 | 11 | 13 | 10 | 11 | 12 | 12 | 11 | 12 | 13 | 13 | 14 | 13 | 13 | 14 | 15 | 16 | 16 | 16 | 17 | 19 | 19 | 19 | 18 | 18 | 18 | 18 | 18 | 18 | 19 | 19 | 18 | 18 | 19 |
| Angers S. C. O.           | 11 | 11 | 17 | 17 | 19 | 19 | 19 | 14 | 15 | 17 | 19 | 20 | 20 | 20 | 20 | 20 | 20 | 20 | 20 | 20 | 20 | 20 | 20 | 20 | 20 | 20 | 20 | 20 | 20 | 20 | 20 | 20 | 20 | 20 | 20 | 20 | 20 | 20 |

(*) Indica la posición del equipo con un partido pendiente

## Resultados
Los horarios corresponden al huso horario de Francia (Hora central europea): UTC+1 en horario estándar y UTC+2 en horario de verano

### Primera vuelta
| Olympique de Lyon      | 2 – 1 | AC Ajaccio          | Groupama Stadium       | 5 de agosto | 21:00 |
| Racing de Estrasburgo  | 1 – 2 | AS Monaco           | Stade de la Meinau     | 6 de agosto | 17:00 |
| Clermont Foot          | 0 – 5 | París Saint-Germain | Stade Gabriel Montpied | 6 de agosto | 21:00 |
| Toulouse FC            | 1 – 1 | OGC Niza            | Stadium Municipal      | 7 de agosto | 13:00 |
| Angers SCO             | 0 – 0 | FC Nantes           | Stade Raymond Kopa     | 7 de agosto | 15:00 |
| RC Lens                | 3 – 2 | Stade Brest         | Stade Félix Bollaert   | 7 de agosto | 15:00 |
| Lille OSC              | 4 – 1 | AJ Auxerre          | Stade Pierre-Mauroy    | 7 de agosto | 15:00 |
| Montpellier Hérault SC | 3 – 2 | ES Troyes AC        | Stade de la Mosson     | 7 de agosto | 15:00 |
| Stade Rennes           | 0 – 1 | FC Lorient          | Roazhon Park           | 7 de agosto | 17:05 |
| Olympique de Marsella  | 4 – 1 | Stade Reims         | Orange Vélodrome       | 7 de agosto | 20:45 |

| FC Nantes           | 1 – 1 | Lille OSC              | Stade de la Beaujoire     | 12 de agosto    | 21:00 |
| AS Monaco           | 1 – 1 | Stade Rennes           | Stade Louis II            | 13 de agosto    | 17:00 |
| París Saint-Germain | 5 – 2 | Montpellier Hérault SC | Parc des Princes          | 13 de agosto    | 21:00 |
| AC Ajaccio          | 0 – 0 | RC Lens                | Stade François-Coty       | 14 de agosto    | 15:00 |
| AJ Auxerre          | 2 – 2 | Angers SCO             | Stade de l'Abbe-Deschamps | 14 de agosto    | 15:00 |
| Stade Reims         | 2 – 4 | Clermont Foot          | Stade Auguste Delaune     | 14 de agosto    | 15:00 |
| ES Troyes AC        | 0 – 3 | Toulouse FC            | Stade de l'Aube           | 14 de agosto    | 15:00 |
| OGC Niza            | 1 – 1 | Racing de Estrasburgo  | Allianz Riviera           | 14 de agosto    | 17:05 |
| Stade Brest         | 1 – 1 | Olympique de Marsella  | Stade Francis-Le Blé      | 14 de agosto    | 20:45 |
| FC Lorient          | 3 – 1 | Olympique de Lyon      | Stade du Moustoir         | 7 de septiembre | 19:00 |

| Olympique de Lyon      | 4 – 1 | ES Troyes AC        | Parc Olympique Lyonnais | 19 de agosto | 21:00 |
| AS Monaco              | 1 – 4 | RC Lens             | Stade Louis II          | 20 de agosto | 17:00 |
| Olympique de Marsella  | 2 – 1 | FC Nantes           | Stade Orange Vélodrome  | 20 de agosto | 21:00 |
| Racing de Estrasburgo  | 1 – 1 | Stade Reims         | Stade de la Meinau      | 21 de agosto | 13:00 |
| Angers SCO             | 1 – 3 | Stade Brest         | Stade Raymond Kopa      | 21 de agosto | 15:00 |
| Clermont Foot          | 1 – 0 | OGC Niza            | Stade Gabriel Montpied  | 21 de agosto | 15:00 |
| Montpellier Hérault SC | 1 – 2 | AJ Auxerre          | Stade de la Mosson      | 21 de agosto | 15:00 |
| Toulouse FC            | 2 – 2 | FC Lorient          | Stadium Municipal       | 21 de agosto | 15:00 |
| Stade Rennes           | 2 – 1 | AC Ajaccio          | Roazhon Park            | 21 de agosto | 17:05 |
| Lille OSC              | 1 – 7 | París Saint-Germain | Stade Pierre-Mauroy     | 21 de agosto | 20:45 |

| AC Ajaccio          | 1 – 3 | Lille OSC              | Stade François-Coty       | 26 de agosto | 21:00 |
| AJ Auxerre          | 1 – 0 | Racing de Estrasburgo  | Stade de l'Abbe-Deschamps | 27 de agosto | 17:00 |
| RC Lens             | 2 – 1 | Stade Rennes           | Stade Félix Bollaert      | 27 de agosto | 21:00 |
| FC Nantes           | 3 – 1 | Toulouse FC            | Stade de la Beaujoire     | 28 de agosto | 13:00 |
| Stade Brest         | 0 – 7 | Montpellier Hérault SC | Stade Francis-Le Blé      | 28 de agosto | 15:00 |
| FC Lorient          | 2 – 1 | Clermont Foot          | Stade du Moustoir         | 28 de agosto | 15:00 |
| OGC Niza            | 0 – 3 | Olympique de Marsella  | Allianz Riviera           | 28 de agosto | 15:00 |
| ES Troyes AC        | 3 – 1 | Angers SCO             | Stade de l'Aube           | 28 de agosto | 15:00 |
| Stade Reims         | 1 – 1 | Olympique de Lyon      | Stade Auguste Delaune     | 28 de agosto | 17:05 |
| París Saint-Germain | 1 – 1 | AS Monaco              | Parc des Princes          | 28 de agosto | 20:45 |

| Angers SCO             | 2 – 4 | Stade Reims         | Stade Raymond Kopa      | 31 de agosto | 19:00 |
| Olympique de Lyon      | 2 – 1 | AJ Auxerre          | Parc Olympique Lyonnais | 31 de agosto | 19:00 |
| AS Monaco              | 2 – 4 | ES Troyes AC        | Stade Louis II          | 31 de agosto | 19:00 |
| Montpellier Hérault SC | 2 – 0 | AC Ajaccio          | Stade de la Mosson      | 31 de agosto | 19:00 |
| Racing de Estrasburgo  | 1 – 1 | FC Nantes           | Stade de la Meinau      | 31 de agosto | 19:00 |
| RC Lens                | 5 – 2 | FC Lorient          | Stade Félix Bollaert    | 31 de agosto | 21:00 |
| Lille OSC              | 1 – 2 | OGC Niza            | Stade Pierre-Mauroy     | 31 de agosto | 21:00 |
| Olympique de Marsella  | 1 – 0 | Clermont Foot       | Stade Orange Vélodrome  | 31 de agosto | 21:00 |
| Stade Rennes           | 3 – 1 | Stade Brest         | Roazhon Park            | 31 de agosto | 21:00 |
| Toulouse FC            | 0 – 3 | París Saint-Germain | Stadium Municipal       | 31 de agosto | 21:00 |

| AJ Auxerre             | 0 – 2 | Olympique de Marsella | Stade de l'Abbe-Deschamps | 3 de septiembre | 17:00 |
| Olympique de Lyon      | 5 – 0 | Angers SCO            | Parc Olympique Lyonnais   | 3 de septiembre | 19:00 |
| FC Nantes              | 0 – 3 | París Saint-Germain   | Stade de la Beaujoire     | 3 de septiembre | 21:00 |
| Montpellier Hérault SC | 1 – 3 | Lille OSC             | Stade de la Mosson        | 4 de septiembre | 13:00 |
| AC Ajaccio             | 0 – 1 | FC Lorient            | Stade François-Coty       | 4 de septiembre | 15:00 |
| Stade Brest            | 1 – 1 | Racing de Estrasburgo | Stade Francis-Le Blé      | 4 de septiembre | 15:00 |
| Clermont Foot          | 2 – 0 | Toulouse FC           | Stade Gabriel Montpied    | 4 de septiembre | 15:00 |
| Stade Reims            | 1 – 1 | RC Lens               | Stade Auguste Delaune     | 4 de septiembre | 15:00 |
| ES Troyes AC           | 1 – 1 | Stade Rennes          | Stade de l'Aube           | 4 de septiembre | 17:05 |
| OGC Niza               | 0 – 1 | AS Monaco             | Allianz Riviera           | 4 de septiembre | 20:45 |

| RC Lens               | 1 – 0 | ES Troyes AC           | Stade Félix Bollaert   | 9 de septiembre  | 21:00 |
| París Saint-Germain   | 1 – 0 | Stade Brest            | Parc des Princes       | 10 de septiembre | 17:00 |
| Olympique de Marsella | 2 – 1 | Lille OSC              | Stade Orange Vélodrome | 10 de septiembre | 21:00 |
| Racing de Estrasburgo | 0 – 0 | Clermont Foot          | Stade de la Meinau     | 11 de septiembre | 13:00 |
| AC Ajaccio            | 0 – 1 | OGC Niza               | Stade François-Coty    | 11 de septiembre | 15:00 |
| Angers SCO            | 2 – 1 | Montpellier Hérault SC | Stade Raymond Kopa     | 11 de septiembre | 15:00 |
| FC Lorient            | 3 – 2 | FC Nantes              | Stade du Moustoir      | 11 de septiembre | 15:00 |
| Toulouse FC           | 1 – 0 | Stade Reims            | Stadium Municipal      | 11 de septiembre | 15:00 |
| Stade Rennes          | 5 – 0 | AJ Auxerre             | Roazhon Park           | 11 de septiembre | 17:05 |
| AS Monaco             | 2 – 1 | Olympique de Lyon      | Stade Louis II         | 11 de septiembre | 20:45 |

| AJ Auxerre             | 1 – 3 | FC Lorient            | Stade de l'Abbe-Deschamps | 16 de septiembre | 21:00 |
| Montpellier Hérault SC | 2 – 1 | Racing de Estrasburgo | Stade de la Mosson        | 17 de septiembre | 17:00 |
| Lille OSC              | 2 – 1 | Toulouse FC           | Stade Pierre-Mauroy       | 17 de septiembre | 21:00 |
| Stade Reims            | 0 – 3 | AS Monaco             | Stade Auguste Delaune     | 18 de septiembre | 13:00 |
| Stade Brest            | 0 – 1 | AC Ajaccio            | Stade Francis-Le Blé      | 18 de septiembre | 15:00 |
| Clermont Foot          | 1 – 3 | ES Troyes AC          | Stade Gabriel Montpied    | 18 de septiembre | 15:00 |
| Olympique de Marsella  | 1 – 1 | Stade Rennes          | Stade Orange Vélodrome    | 18 de septiembre | 15:00 |
| OGC Niza               | 0 – 1 | Angers SCO            | Allianz Riviera           | 18 de septiembre | 15:00 |
| FC Nantes              | 0 – 0 | RC Lens               | Stade de la Beaujoire     | 18 de septiembre | 17:05 |
| Olympique de Lyon      | 0 – 1 | París Saint-Germain   | Parc Olympique Lyonnais   | 18 de septiembre | 20:45 |

| Angers SCO            | 0 – 3 | Olympique de Marsella  | Stade Raymond Kopa        | 30 de septiembre | 21:00 |
| Racing de Estrasburgo | 1 – 3 | Stade Rennes           | Stade de la Meinau        | 1 de octubre     | 17:00 |
| París Saint-Germain   | 2 – 1 | OGC Niza               | Parc des Princes          | 1 de octubre     | 21:00 |
| FC Lorient            | 2 – 1 | Lille OSC              | Stade du Moustoir         | 2 de octubre     | 13:00 |
| AC Ajaccio            | 1 – 3 | Clermont Foot          | Stade François-Coty       | 2 de octubre     | 15:00 |
| AJ Auxerre            | 1 – 1 | Stade Brest            | Stade de l'Abbe-Deschamps | 2 de octubre     | 15:00 |
| Toulouse FC           | 4 – 2 | Montpellier Hérault SC | Stadium Municipal         | 2 de octubre     | 15:00 |
| ES Troyes AC          | 2 – 2 | Stade Reims            | Stade de l'Aube           | 2 de octubre     | 15:00 |
| AS Monaco             | 4 – 1 | FC Nantes              | Stade Louis II            | 2 de octubre     | 17:05 |
| RC Lens               | 1 – 0 | Olympique de Lyon      | Stade Félix Bollaert      | 2 de octubre     | 20:45 |

| Olympique de Lyon      | 1 – 1 | Toulouse FC           | Parc Olympique Lyonnais | 7 de octubre | 21:00 |
| Olympique de Marsella  | 1 – 2 | AC Ajaccio            | Stade Orange Vélodrome  | 8 de octubre | 17:00 |
| Stade Reims            | 0 – 0 | París Saint-Germain   | Stade Auguste Delaune   | 8 de octubre | 21:00 |
| Montpellier Hérault SC | 0 – 2 | AS Monaco             | Stade de la Mosson      | 9 de octubre | 13:00 |
| Angers SCO             | 2 – 3 | Racing de Estrasburgo | Stade Raymond Kopa      | 9 de octubre | 15:00 |
| Stade Brest            | 1 – 2 | FC Lorient            | Stade Francis-Le Blé    | 9 de octubre | 15:00 |
| Clermont Foot          | 2 – 1 | AJ Auxerre            | Stade Gabriel Montpied  | 9 de octubre | 15:00 |
| OGC Niza               | 3 – 2 | ES Troyes AC          | Allianz Riviera         | 9 de octubre | 15:00 |
| Stade Rennes           | 3 – 0 | FC Nantes             | Roazhon Park            | 9 de octubre | 17:05 |
| Lille OSC              | 1 – 0 | RC Lens               | Stade Pierre-Mauroy     | 9 de octubre | 20:45 |

| Racing de Estrasburgo | 0 – 3 | Lille OSC              | Stade de la Meinau        | 14 de octubre | 21:00 |
| FC Lorient            | 0 – 0 | Stade Reims            | Stade du Moustoir         | 15 de octubre | 17:00 |
| RC Lens               | 1 – 0 | Montpellier Hérault SC | Stade Félix Bollaert      | 15 de octubre | 21:00 |
| Toulouse FC           | 3 – 2 | Angers SCO             | Stadium Municipal         | 16 de octubre | 13:00 |
| AJ Auxerre            | 1 – 1 | OGC Niza               | Stade de l'Abbe-Deschamps | 16 de octubre | 15:00 |
| FC Nantes             | 4 – 1 | Stade Brest            | Stade de la Beaujoire     | 16 de octubre | 15:00 |
| Stade Rennes          | 3 – 2 | Olympique de Lyon      | Roazhon Park              | 16 de octubre | 15:00 |
| ES Troyes AC          | 1 – 1 | AC Ajaccio             | Stade de l'Aube           | 16 de octubre | 15:00 |
| AS Monaco             | 1 – 1 | Clermont Foot          | Stade Louis II            | 16 de octubre | 17:05 |
| París Saint-Germain   | 1 – 0 | Olympique de Marsella  | Parc des Princes          | 16 de octubre | 20:45 |

| AC Ajaccio             | 0 – 3 | París Saint-Germain   | Stade François-Coty    | 21 de octubre | 21:00 |
| Montpellier Hérault SC | 1 – 2 | Olympique de Lyon     | Stade de la Mosson     | 22 de octubre | 17:00 |
| Olympique de Marsella  | 0 – 1 | RC Lens               | Stade Orange Vélodrome | 22 de octubre | 21:00 |
| Angers SCO             | 1 – 2 | Stade Rennes          | Stade Raymond Kopa     | 23 de octubre | 13:00 |
| Clermont Foot          | 1 – 3 | Stade Brest           | Stade Gabriel Montpied | 23 de octubre | 15:00 |
| Stade Reims            | 2 – 1 | AJ Auxerre            | Stade Auguste Delaune  | 23 de octubre | 15:00 |
| Toulouse FC            | 2 – 2 | Racing de Estrasburgo | Stadium Municipal      | 23 de octubre | 15:00 |
| ES Troyes AC           | 2 – 2 | FC Lorient            | Stade de l'Aube        | 23 de octubre | 15:00 |
| OGC Niza               | 1 – 1 | FC Nantes             | Allianz Riviera        | 23 de octubre | 17:05 |
| Lille OSC              | 4 – 3 | AS Monaco             | Stade Pierre-Mauroy    | 23 de octubre | 20:45 |

| RC Lens               | 3 – 0 | Toulouse FC            | Stade Félix Bollaert      | 28 de octubre | 21:00 |
| París Saint-Germain   | 4 – 3 | ES Troyes AC           | Parc des Princes          | 29 de octubre | 17:00 |
| Racing de Estrasburgo | 2 – 2 | Olympique de Marsella  | Stade de la Meinau        | 29 de octubre | 21:00 |
| AJ Auxerre            | 1 – 0 | AC Ajaccio             | Stade de l'Abbe-Deschamps | 30 de octubre | 13:00 |
| Stade Brest           | 0 – 0 | Stade Reims            | Stade Francis-Le Blé      | 30 de octubre | 15:00 |
| AS Monaco             | 2 – 0 | Angers SCO             | Stade Louis II            | 30 de octubre | 15:00 |
| FC Nantes             | 1 – 1 | Clermont Foot          | Stade de la Beaujoire     | 30 de octubre | 15:00 |
| Stade Rennes          | 3 – 0 | Montpellier Hérault SC | Roazhon Park              | 30 de octubre | 15:00 |
| FC Lorient            | 1 – 2 | OGC Niza               | Stade du Moustoir         | 30 de octubre | 17:05 |
| Olympique de Lyon     | 1 – 0 | Lille OSC              | Groupama Stadium          | 30 de octubre | 20:45 |

| ES Troyes AC          | 1 – 1 | AJ Auxerre             | Stade de l'Aube        | 4 de noviembre | 21:00 |
| AC Ajaccio            | 4 – 2 | Racing de Estrasburgo  | Stade François-Coty    | 5 de noviembre | 17:00 |
| Angers SCO            | 1 – 2 | RC Lens                | Stade Raymond Kopa     | 5 de noviembre | 21:00 |
| FC Lorient            | 1 – 2 | París Saint-Germain    | Stade du Moustoir      | 6 de noviembre | 13:00 |
| Clermont Foot         | 1 – 1 | Montpellier Hérault SC | Stade Gabriel Montpied | 6 de noviembre | 15:00 |
| OGC Niza              | 1 – 0 | Stade Brest            | Allianz Riviera        | 6 de noviembre | 15:00 |
| Stade Reims           | 1 – 0 | FC Nantes              | Stade Auguste Delaune  | 6 de noviembre | 15:00 |
| Toulouse FC           | 0 – 2 | AS Monaco              | Stadium Municipal      | 6 de noviembre | 15:00 |
| Lille OSC             | 1 – 1 | Stade Rennes           | Stade Pierre-Mauroy    | 6 de noviembre | 17:05 |
| Olympique de Marsella | 1 – 0 | Olympique de Lyon      | Stade Orange Vélodrome | 6 de noviembre | 20:45 |

| Olympique de Lyon      | 1 – 1 | OGC Niza              | Groupama Stadium      | 11 de noviembre | 21:00 |
| RC Lens                | 2 – 1 | Clermont Foot         | Stade Félix Bollaert  | 12 de noviembre | 17:00 |
| Stade Rennes           | 2 – 1 | Toulouse FC           | Roazhon Park          | 12 de noviembre | 21:00 |
| París Saint-Germain    | 5 – 0 | AJ Auxerre            | Parc des Princes      | 13 de noviembre | 13:00 |
| Stade Brest            | 2 – 1 | ES Troyes AC          | Stade Francis-Le Blé  | 13 de noviembre | 15:00 |
| Lille OSC              | 1 – 0 | Angers SCO            | Stade Pierre-Mauroy   | 13 de noviembre | 15:00 |
| Montpellier Hérault SC | 1 – 1 | Stade Reims           | Stade de la Mosson    | 13 de noviembre | 15:00 |
| FC Nantes              | 2 – 2 | AC Ajaccio            | Stade de la Beaujoire | 13 de noviembre | 15:00 |
| Racing de Estrasburgo  | 1 – 1 | FC Lorient            | Stade de la Meinau    | 13 de noviembre | 17:05 |
| AS Monaco              | 2 – 3 | Olympique de Marsella | Stade Louis II        | 13 de noviembre | 20:45 |

| AC Ajaccio            | 1 – 0 | Angers SCO             | Stade François-Coty       | 28 de diciembre | 15:00 |
| ES Troyes AC          | 0 – 0 | FC Nantes              | Stade de l'Aube           | 28 de diciembre | 15:00 |
| AJ Auxerre            | 2 – 3 | AS Monaco              | Stade de l'Abbe-Deschamps | 28 de diciembre | 17:00 |
| Clermont Foot         | 0 – 2 | Lille OSC              | Stade Gabriel Montpied    | 28 de diciembre | 19:00 |
| Stade Brest           | 2 – 4 | Olympique de Lyon      | Stade Francis-Le Blé      | 28 de diciembre | 21:00 |
| París Saint-Germain   | 2 – 1 | Racing de Estrasburgo  | Parc des Princes          | 28 de diciembre | 21:00 |
| FC Lorient            | 0 – 2 | Montpellier Hérault SC | Stade du Moustoir         | 29 de diciembre | 17:00 |
| Stade Reims           | 3 – 1 | Stade Rennes           | Stade Auguste Delaune     | 29 de diciembre | 19:00 |
| Olympique de Marsella | 6 – 1 | Toulouse FC            | Stade Orange Vélodrome    | 29 de diciembre | 21:00 |
| OGC Niza              | 0 – 0 | RC Lens                | Allianz Riviera           | 29 de diciembre | 21:00 |

| Angers SCO             | 1 – 2 | FC Lorient            | Stade Raymond Kopa    | 1 de enero | 15:00 |
| AS Monaco              | 1 – 0 | Stade Brest           | Stade Louis II        | 1 de enero | 15:00 |
| FC Nantes              | 1 – 0 | AJ Auxerre            | Stade de la Beaujoire | 1 de enero | 15:00 |
| Toulouse FC            | 2 – 0 | AC Ajaccio            | Stadium Municipal     | 1 de enero | 15:00 |
| Olympique de Lyon      | 0 – 1 | Clermont Foot         | Groupama Stadium      | 1 de enero | 17:00 |
| RC Lens                | 3 – 1 | París Saint-Germain   | Stade Félix Bollaert  | 1 de enero | 20:45 |
| Racing de Estrasburgo  | 2 – 3 | ES Troyes AC          | Stade de la Meinau    | 2 de enero | 15:00 |
| Lille OSC              | 1 – 1 | Stade Reims           | Stade Pierre-Mauroy   | 2 de enero | 17:00 |
| Montpellier Hérault SC | 1 – 2 | Olympique de Marsella | Stade de la Mosson    | 2 de enero | 19:00 |
| Stade Rennes           | 2 – 1 | OGC Niza              | Roazhon Park          | 2 de enero | 21:00 |

| AC Ajaccio            | 0 – 1 | Stade Reims            | Stade François-Coty       | 11 de enero | 19:00 |
| AJ Auxerre            | 0 – 5 | Toulouse FC            | Stade de l'Abbe-Deschamps | 11 de enero | 19:00 |
| Stade Brest           | 0 – 0 | Lille OSC              | Stade Francis-Le Blé      | 11 de enero | 19:00 |
| Clermont Foot         | 2 – 1 | Stade Rennes           | Stade Gabriel Montpied    | 11 de enero | 19:00 |
| FC Nantes             | 0 – 0 | Olympique de Lyon      | Stade de la Beaujoire     | 11 de enero | 19:00 |
| FC Lorient            | 2 – 2 | AS Monaco              | Stade du Moustoir         | 11 de enero | 21:00 |
| OGC Niza              | 6 – 1 | Montpellier Hérault SC | Allianz Riviera           | 11 de enero | 21:00 |
| París Saint-Germain   | 2 – 0 | Angers SCO             | Parc des Princes          | 11 de enero | 21:00 |
| Racing de Estrasburgo | 2 – 2 | RC Lens                | Stade de la Meinau        | 11 de enero | 21:00 |
| ES Troyes AC          | 0 – 2 | Olympique de Marsella  | Stade de l'Aube           | 11 de enero | 21:00 |

| RC Lens                | 1 – 0 | AJ Auxerre            | Stade Félix Bollaert   | 14 de enero | 17:00 |
| Olympique de Marsella  | 3 – 1 | FC Lorient            | Stade Orange Vélodrome | 14 de enero | 19:00 |
| Olympique de Lyon      | 1 – 2 | Racing de Estrasburgo | Groupama Stadium       | 14 de enero | 21:00 |
| Lille OSC              | 5 – 1 | ES Troyes AC          | Stade Pierre-Mauroy    | 15 de enero | 13:00 |
| Stade Reims            | 0 – 0 | OGC Niza              | Stade Auguste Delaune  | 15 de enero | 15:00 |
| Angers SCO             | 1 – 2 | Clermont Foot         | Stade Raymond Kopa     | 15 de enero | 15:00 |
| Montpellier Hérault SC | 0 – 3 | FC Nantes             | Stade de la Mosson     | 15 de enero | 15:00 |
| Toulouse FC            | 1 – 1 | Stade Brest           | Stadium Municipal      | 15 de enero | 15:00 |
| AS Monaco              | 7 – 1 | AC Ajaccio            | Stade Louis II         | 15 de enero | 17:05 |
| Stade Rennes           | 1 – 0 | París Saint-Germain   | Roazhon Park           | 15 de enero | 20:45 |

### Segunda vuelta
| FC Lorient            | 2 – 1 | Stade Rennes           | Stade du Moustoir         | 27 de enero | 21:00 |
| ES Troyes AC          | 1 – 1 | RC Lens                | Stade de l'Aube           | 28 de enero | 17:00 |
| Olympique de Marsella | 1 – 1 | AS Monaco              | Stade Orange Vélodrome    | 28 de enero | 21:00 |
| OGC Niza              | 1 – 0 | Lille OSC              | Allianz Riviera           | 29 de enero | 13:00 |
| AJ Auxerre            | 0 – 2 | Montpellier Hérault SC | Stade de l'Abbe-Deschamps | 29 de enero | 15:00 |
| Stade Brest           | 4 – 0 | Angers SCO             | Stade Francis-Le Blé      | 29 de enero | 15:00 |
| Clermont Foot         | 0 – 0 | FC Nantes              | Stade Gabriel Montpied    | 29 de enero | 15:00 |
| Racing de Estrasburgo | 1 – 2 | Toulouse FC            | Stade de la Meinau        | 29 de enero | 15:00 |
| AC Ajaccio            | 0 – 2 | Olympique de Lyon      | Stade François-Coty       | 29 de enero | 17:05 |
| París Saint-Germain   | 1 – 1 | Stade Reims            | Parc des Princes          | 29 de enero | 20:45 |

| Angers SCO             | 1 – 2 | AC Ajaccio            | Stade Raymond Kopa    | 1 de febrero | 19:00 |
| Lille OSC              | 0 – 0 | Clermont Foot         | Stade Pierre-Mauroy   | 1 de febrero | 19:00 |
| FC Nantes              | 0 – 2 | Olympique de Marsella | Stade de la Beaujoire | 1 de febrero | 19:00 |
| Stade Reims            | 4 – 2 | FC Lorient            | Stade Auguste Delaune | 1 de febrero | 19:00 |
| Toulouse FC            | 4 – 1 | ES Troyes AC          | Stadium Municipal     | 1 de febrero | 19:00 |
| RC Lens                | 0 – 1 | OGC Niza              | Stade Félix Bollaert  | 1 de febrero | 21:00 |
| Olympique de Lyon      | 0 – 0 | Stade Brest           | Groupama Stadium      | 1 de febrero | 21:00 |
| AS Monaco              | 3 – 2 | AJ Auxerre            | Stade Louis II        | 1 de febrero | 21:00 |
| Montpellier Hérault SC | 1 – 3 | París Saint-Germain   | Stade de la Mosson    | 1 de febrero | 21:00 |
| Stade Rennes           | 3 – 0 | Racing de Estrasburgo | Roazhon Park          | 1 de febrero | 21:00 |

| París Saint-Germain   | 2 – 1 | Toulouse FC            | Parc des Princes          | 4 de febrero | 17:00 |
| ES Troyes AC          | 1 – 3 | Olympique de Lyon      | Stade de l'Aube           | 4 de febrero | 19:00 |
| Stade Rennes          | 1 – 3 | Lille OSC              | Roazhon Park              | 4 de febrero | 21:00 |
| Clermont Foot         | 0 – 2 | AS Monaco              | Stade Gabriel Montpied    | 5 de febrero | 13:00 |
| AC Ajaccio            | 0 – 2 | FC Nantes              | Stade François-Coty       | 5 de febrero | 15:00 |
| AJ Auxerre            | 0 – 0 | Stade Reims            | Stade de l'Abbe-Deschamps | 5 de febrero | 15:00 |
| FC Lorient            | 0 – 0 | Angers SCO             | Stade du Moustoir         | 5 de febrero | 15:00 |
| Racing de Estrasburgo | 2 – 0 | Montpellier Hérault SC | Stade de la Meinau        | 5 de febrero | 15:00 |
| Stade Brest           | 1 – 1 | RC Lens                | Stade Francis-Le Blé      | 5 de febrero | 17:05 |
| Olympique de Marsella | 1 – 3 | OGC Niza               | Stade Orange Vélodrome    | 5 de febrero | 20:45 |

| OGC Niza               | 3 – 0 | AC Ajaccio            | Allianz Riviera        | 10 de febrero | 21:00 |
| AS Monaco              | 3 – 1 | París Saint-Germain   | Stade Louis II         | 11 de febrero | 17:00 |
| Clermont Foot          | 0 – 2 | Olympique de Marsella | Stade Gabriel Montpied | 11 de febrero | 21:00 |
| Toulouse FC            | 3 – 1 | Stade Rennes          | Stadium Municipal      | 12 de febrero | 13:00 |
| Angers SCO             | 1 – 1 | AJ Auxerre            | Stade Raymond Kopa     | 12 de febrero | 15:00 |
| Lille OSC              | 2 – 0 | Racing de Estrasburgo | Stade Pierre-Mauroy    | 12 de febrero | 15:00 |
| Montpellier Hérault SC | 3 – 0 | Stade Brest           | Stade de la Mosson     | 12 de febrero | 15:00 |
| Stade Reims            | 4 – 0 | ES Troyes AC          | Stade Auguste Delaune  | 12 de febrero | 15:00 |
| FC Nantes              | 1 – 0 | FC Lorient            | Stade de la Beaujoire  | 12 de febrero | 17:05 |
| Olympique de Lyon      | 2 – 1 | RC Lens               | Groupama Stadium       | 12 de febrero | 20:45 |

| AJ Auxerre            | 2 – 1 | Olympique de Lyon      | Stade de l'Abbe-Deschamps | 17 de febrero | 21:00 |
| OGC Niza              | 0 – 0 | Stade Reims            | Allianz Riviera           | 18 de febrero | 17:00 |
| Racing de Estrasburgo | 2 – 1 | Angers SCO             | Stade de la Meinau        | 18 de febrero | 21:00 |
| París Saint-Germain   | 4 – 3 | Lille OSC              | Parc des Princes          | 19 de febrero | 13:00 |
| Stade Brest           | 1 – 2 | AS Monaco              | Stade Francis-Le Blé      | 19 de febrero | 15:00 |
| FC Lorient            | 3 – 0 | AC Ajaccio             | Stade du Moustoir         | 19 de febrero | 15:00 |
| Stade Rennes          | 2 – 0 | Clermont Foot          | Roazhon Park              | 19 de febrero | 15:00 |
| ES Troyes AC          | 0 – 1 | Montpellier Hérault SC | Stade de l'Aube           | 19 de febrero | 15:00 |
| RC Lens               | 3 – 1 | FC Nantes              | Stade Félix Bollaert      | 19 de febrero | 17:05 |
| Toulouse FC           | 2 – 3 | Olympique de Marsella  | Stadium Municipal         | 19 de febrero | 20:45 |

| Lille OSC              | 2 – 1 | Stade Brest           | Stade Pierre-Mauroy    | 24 de febrero | 21:00 |
| Angers SCO             | 1 – 3 | Olympique de Lyon     | Stade Raymond Kopa     | 25 de febrero | 17:00 |
| Montpellier Hérault SC | 1 – 1 | RC Lens               | Stade de la Mosson     | 25 de febrero | 21:00 |
| FC Lorient             | 0 – 1 | AJ Auxerre            | Stade du Moustoir      | 26 de febrero | 13:00 |
| AC Ajaccio             | 2 – 1 | ES Troyes AC          | Stade François-Coty    | 26 de febrero | 15:00 |
| Clermont Foot          | 1 – 1 | Racing de Estrasburgo | Stade Gabriel Montpied | 26 de febrero | 15:00 |
| FC Nantes              | 0 – 1 | Stade Rennes          | Stade de la Beaujoire  | 26 de febrero | 15:00 |
| Stade Reims            | 3 – 0 | Toulouse FC           | Stade Auguste Delaune  | 26 de febrero | 15:00 |
| AS Monaco              | 0 – 3 | OGC Niza              | Stade Louis II         | 26 de febrero | 17:05 |
| Olympique de Marsella  | 0 – 3 | París Saint-Germain   | Stade Orange Vélodrome | 26 de febrero | 20:45 |

| OGC Niza               | 1 – 1 | AJ Auxerre            | Allianz Riviera       | 3 de marzo | 21:00 |
| RC Lens                | 1 – 1 | Lille OSC             | Stade Félix Bollaert  | 4 de marzo | 17:00 |
| París Saint-Germain    | 4 – 2 | FC Nantes             | Parc des Princes      | 4 de marzo | 21:00 |
| ES Troyes AC           | 2 – 2 | AS Monaco             | Stade de l'Aube       | 5 de marzo | 13:00 |
| Montpellier Hérault SC | 5 – 0 | Angers SCO            | Stade de la Mosson    | 5 de marzo | 15:00 |
| Stade Reims            | 1 – 0 | AC Ajaccio            | Stade Auguste Delaune | 5 de marzo | 15:00 |
| Racing de Estrasburgo  | 0 – 1 | Stade Brest           | Stade de la Meinau    | 5 de marzo | 15:00 |
| Toulouse FC            | 0 – 1 | Clermont Foot         | Stadium Municipal     | 5 de marzo | 15:00 |
| Olympique de Lyon      | 0 – 0 | FC Lorient            | Groupama Stadium      | 5 de marzo | 17:05 |
| Stade Rennes           | 0 – 1 | Olympique de Marsella | Roazhon Park          | 5 de marzo | 20:45 |

| Lille OSC             | 3 – 3 | Olympique de Lyon      | Stade Pierre-Mauroy       | 10 de marzo | 21:00 |
| AJ Auxerre            | 0 – 0 | Stade Rennes           | Stade de l'Abbe-Deschamps | 11 de marzo | 17:00 |
| Stade Brest           | 1 – 2 | París Saint-Germain    | Stade Francis-Le Blé      | 11 de marzo | 21:00 |
| Clermont Foot         | 0 – 4 | RC Lens                | Stade Gabriel Montpied    | 12 de marzo | 13:00 |
| AC Ajaccio            | 0 – 1 | Montpellier Hérault SC | Stade François-Coty       | 12 de marzo | 15:00 |
| Angers SCO            | 0 – 2 | Toulouse FC            | Stade Raymond Kopa        | 12 de marzo | 15:00 |
| FC Lorient            | 2 – 0 | ES Troyes AC           | Stade du Moustoir         | 12 de marzo | 15:00 |
| FC Nantes             | 2 – 2 | OGC Niza               | Stade de la Beaujoire     | 12 de marzo | 15:00 |
| AS Monaco             | 0 – 1 | Stade Reims            | Stade Louis II            | 12 de marzo | 17:05 |
| Olympique de Marsella | 2 – 2 | Racing de Estrasburgo  | Stade Orange Vélodrome    | 12 de marzo | 20:45 |

| Olympique de Lyon      | 1 – 1 | FC Nantes             | Groupama Stadium      | 17 de marzo | 21:00 |
| Toulouse FC            | 0 – 2 | Lille OSC             | Stadium Municipal     | 18 de marzo | 17:00 |
| RC Lens                | 3 – 0 | Angers SCO            | Stade Félix Bollaert  | 18 de marzo | 21:00 |
| AC Ajaccio             | 0 – 2 | AS Monaco             | Stade François-Coty   | 19 de marzo | 13:00 |
| Montpellier Hérault SC | 2 – 1 | Clermont Foot         | Stade de la Mosson    | 19 de marzo | 15:00 |
| OGC Niza               | 1 – 1 | FC Lorient            | Allianz Riviera       | 19 de marzo | 15:00 |
| Racing de Estrasburgo  | 2 – 0 | AJ Auxerre            | Stade de la Meinau    | 19 de marzo | 15:00 |
| ES Troyes AC           | 2 – 2 | Stade Brest           | Stade de l'Aube       | 19 de marzo | 15:00 |
| París Saint-Germain    | 0 – 2 | Stade Rennes          | Parc des Princes      | 19 de marzo | 17:05 |
| Stade Reims            | 1 – 2 | Olympique de Marsella | Stade Auguste Delaune | 19 de marzo | 20:45 |

| Olympique de Marsella | 1 – 1 | Montpellier Hérault SC | Stade Orange Vélodrome    | 31 de marzo | 21:00 |
| AJ Auxerre            | 1 – 0 | ES Troyes AC           | Stade de l'Abbe-Deschamps | 1 de abril  | 17:00 |
| Stade Rennes          | 0 – 1 | RC Lens                | Roazhon Park              | 1 de abril  | 21:00 |
| Lille OSC             | 3 – 1 | FC Lorient             | Stade Pierre-Mauroy       | 2 de abril  | 13:00 |
| Angers SCO            | 1 – 1 | OGC Niza               | Stade Raymond Kopa        | 2 de abril  | 15:00 |
| Stade Brest           | 3 – 1 | Toulouse FC            | Stade Francis-Le Blé      | 2 de abril  | 15:00 |
| Clermont Foot         | 2 – 1 | AC Ajaccio             | Stade Gabriel Montpied    | 2 de abril  | 15:00 |
| FC Nantes             | 0 – 3 | Stade Reims            | Stade de la Beaujoire     | 2 de abril  | 15:00 |
| AS Monaco             | 4 – 3 | Racing de Estrasburgo  | Stade Louis II            | 2 de abril  | 17:05 |
| París Saint-Germain   | 0 – 1 | Olympique de Lyon      | Parc des Princes          | 2 de abril  | 20:45 |

| RC Lens                | 2 – 1 | Racing de Estrasburgo | Stade Félix Bollaert  | 7 de abril | 21:00 |
| Angers SCO             | 1 – 0 | Lille OSC             | Stade Raymond Kopa    | 8 de abril | 17:00 |
| OGC Niza               | 0 – 2 | París Saint-Germain   | Allianz Riviera       | 8 de abril | 21:00 |
| Olympique de Lyon      | 3 – 1 | Stade Rennes          | Groupama Stadium      | 9 de abril | 13:00 |
| AC Ajaccio             | 0 – 3 | AJ Auxerre            | Stade François-Coty   | 9 de abril | 15:00 |
| Montpellier Hérault SC | 1 – 2 | Toulouse FC           | Stade de la Mosson    | 9 de abril | 15:00 |
| Stade Reims            | 1 – 1 | Stade Brest           | Stade Auguste Delaune | 9 de abril | 15:00 |
| ES Troyes AC           | 0 – 2 | Clermont Foot         | Stade de l'Aube       | 9 de abril | 15:00 |
| FC Nantes              | 2 – 2 | AS Monaco             | Stade de la Beaujoire | 9 de abril | 17:05 |
| FC Lorient             | 0 – 0 | Olympique de Marsella | Stade du Moustoir     | 9 de abril | 20:45 |

| Toulouse FC           | 1 – 2 | Olympique de Lyon      | Stadium Municipal         | 14 de abril | 21:00 |
| Stade Rennes          | 3 – 0 | Stade Reims            | Roazhon Park              | 15 de abril | 17:00 |
| París Saint-Germain   | 3 – 1 | RC Lens                | Parc des Princes          | 15 de abril | 21:00 |
| Lille OSC             | 2 – 1 | Montpellier Hérault SC | Stade Pierre-Mauroy       | 16 de abril | 13:00 |
| AJ Auxerre            | 2 – 1 | FC Nantes              | Stade de l'Abbe-Deschamps | 16 de abril | 15:00 |
| Stade Brest           | 1 – 0 | OGC Niza               | Stade Francis-Le Blé      | 16 de abril | 15:00 |
| Clermont Foot         | 2 – 1 | Angers SCO             | Stade Gabriel Montpied    | 16 de abril | 15:00 |
| Racing de Estrasburgo | 3 – 1 | AC Ajaccio             | Stade de la Meinau        | 16 de abril | 15:00 |
| AS Monaco             | 3 – 1 | FC Lorient             | Stade Louis II            | 16 de abril | 17:05 |
| Olympique de Marsella | 3 – 1 | ES Troyes AC           | Stade Orange Vélodrome    | 16 de abril | 20:45 |

| Angers SCO             | 1 – 2 | París Saint-Germain   | Stade Raymond Kopa        | 21 de abril | 21:00 |
| AJ Auxerre             | 1 – 1 | Lille OSC             | Stade de l'Abbe-Deschamps | 22 de abril | 17:00 |
| RC Lens                | 3 – 0 | AS Monaco             | Stade Félix Bollaert      | 22 de abril | 21:00 |
| Stade Reims            | 0 – 2 | Racing de Estrasburgo | Stade Auguste Delaune     | 23 de abril | 13:00 |
| AC Ajaccio             | 0 – 0 | Stade Brest           | Stade François-Coty       | 23 de abril | 15:00 |
| FC Lorient             | 0 – 1 | Toulouse FC           | Stade du Moustoir         | 23 de abril | 15:00 |
| FC Nantes              | 2 – 2 | ES Troyes AC          | Stade de la Beaujoire     | 23 de abril | 15:00 |
| OGC Niza               | 1 – 2 | Clermont Foot         | Allianz Riviera           | 23 de abril | 15:00 |
| Montpellier Hérault SC | 1 – 0 | Stade Rennes          | Stade de la Mosson        | 23 de abril | 17:05 |
| Olympique de Lyon      | 1 – 2 | Olympique de Marsella | Groupama Stadium          | 23 de abril | 20:45 |

| Racing de Estrasburgo | 1 – 2 | Olympique de Lyon      | Stade de la Meinau     | 28 de abril | 21:00 |
| Lille OSC             | 3 – 0 | AC Ajaccio             | Stade Pierre-Mauroy    | 29 de abril | 17:00 |
| AS Monaco             | 0 – 4 | Montpellier Hérault SC | Stade Louis II         | 30 de abril | 13:00 |
| Clermont Foot         | 1 – 0 | Stade Reims            | Stade Gabriel Montpied | 30 de abril | 15:00 |
| Stade Rennes          | 4 – 2 | Angers SCO             | Roazhon Park           | 30 de abril | 15:00 |
| ES Troyes AC          | 0 – 1 | OGC Niza               | Stade de l'Aube        | 30 de abril | 15:00 |
| París Saint-Germain   | 1 – 3 | FC Lorient             | Parc des Princes       | 30 de abril | 17:05 |
| Olympique de Marsella | 2 – 1 | AJ Auxerre             | Stade Orange Vélodrome | 30 de abril | 20:45 |
| Toulouse FC           | 0 – 1 | RC Lens                | Stadium Municipal      | 2 de mayo   | 21:00 |
| Stade Brest           | 2 – 0 | FC Nantes              | Stade Francis-Le Blé   | 3 de mayo   | 21:00 |

| OGC Niza          | 2 – 1 | Stade Rennes           | Allianz Riviera           | 6 de mayo | 17:00 |
| Stade Reims       | 1 – 0 | Lille OSC              | Stade Auguste Delaune     | 6 de mayo | 19:00 |
| RC Lens           | 2 – 1 | Olympique de Marsella  | Stade Félix Bollaert      | 6 de mayo | 21:00 |
| Angers SCO        | 1 – 2 | AS Monaco              | Stade Raymond Kopa        | 7 de mayo | 13:00 |
| AC Ajaccio        | 0 – 0 | Toulouse FC            | Stade François-Coty       | 7 de mayo | 15:00 |
| AJ Auxerre        | 1 – 1 | Clermont Foot          | Stade de l'Abbe-Deschamps | 7 de mayo | 15:00 |
| FC Lorient        | 2 – 1 | Stade Brest            | Stade du Moustoir         | 7 de mayo | 15:00 |
| FC Nantes         | 0 – 2 | Racing de Estrasburgo  | Stade de la Beaujoire     | 7 de mayo | 15:00 |
| Olympique de Lyon | 5 – 4 | Montpellier Hérault SC | Groupama Stadium          | 7 de mayo | 17:05 |
| ES Troyes AC      | 1 – 3 | París Saint-Germain    | Stade de l'Aube           | 7 de mayo | 20:45 |

| RC Lens                | 2 – 1 | Stade Reims       | Stade Félix Bollaert   | 12 de mayo | 21:00 |
| Racing de Estrasburgo  | 2 – 0 | OGC Niza          | Stade de la Meinau     | 13 de mayo | 17:00 |
| París Saint-Germain    | 5 – 0 | AC Ajaccio        | Parc des Princes       | 13 de mayo | 21:00 |
| Clermont Foot          | 2 – 1 | Olympique de Lyon | Stade Gabriel Montpied | 14 de mayo | 13:00 |
| Stade Brest            | 1 – 0 | AJ Auxerre        | Stade Francis-Le Blé   | 14 de mayo | 15:00 |
| Montpellier Hérault SC | 1 – 1 | FC Lorient        | Stade de la Mosson     | 14 de mayo | 15:00 |
| Stade Rennes           | 4 – 0 | ES Troyes AC      | Roazhon Park           | 14 de mayo | 15:00 |
| Toulouse FC            | 0 – 0 | FC Nantes         | Stadium Municipal      | 14 de mayo | 15:00 |
| AS Monaco              | 0 – 0 | Lille OSC         | Stade Louis II         | 14 de mayo | 17:05 |
| Olympique de Marsella  | 3 – 1 | Angers SCO        | Stade Orange Vélodrome | 14 de mayo | 20:45 |

| Olympique de Lyon | 3 – 1 | AS Monaco              | Groupama Stadium          | 19 de mayo | 21:00 |
| FC Nantes         | 0 – 3 | Montpellier Hérault SC | Stade de la Beaujoire     | 20 de mayo | 17:00 |
| Lille OSC         | 2 – 1 | Olympique de Marsella  | Stade Pierre-Mauroy       | 20 de mayo | 21:00 |
| AC Ajaccio        | 0 – 5 | Stade Rennes           | Stade François-Coty       | 21 de mayo | 13:00 |
| Stade Brest       | 2 – 1 | Clermont Foot          | Stade Francis-Le Blé      | 21 de mayo | 15:00 |
| OGC Niza          | 0 – 0 | Toulouse FC            | Allianz Riviera           | 21 de mayo | 15:00 |
| Stade Reims       | 2 – 2 | Angers SCO             | Stade Auguste Delaune     | 21 de mayo | 15:00 |
| ES Troyes AC      | 1 – 1 | Racing de Estrasburgo  | Stade de l'Aube           | 21 de mayo | 15:00 |
| FC Lorient        | 1 – 3 | RC Lens                | Stade du Moustoir         | 21 de mayo | 17:05 |
| AJ Auxerre        | 1 – 2 | París Saint-Germain    | Stade de l'Abbe-Deschamps | 21 de mayo | 20:45 |

| Angers SCO             | 2 – 1 | ES Troyes AC            | Stade Raymond Kopa     | 27 de mayo | 21:00 |
| Clermont Foot          | 2 – 0 | FC Lorient              | Stade Gabriel Montpied | 27 de mayo | 21:00 |
| RC Lens                | 3 – 0 | AC Ajaccio              | Stade Félix Bollaert   | 27 de mayo | 21:00 |
| Lille OSC              | 2 – 1 | FC Nantes               | Stade Pierre-Mauroy    | 27 de mayo | 21:00 |
| Olympique de Lyon      | 3 – 0 | Stade Reims             | Groupama Stadium       | 27 de mayo | 21:00 |
| Olympique de Marsella  | 1 – 2 | Stade Brest             | Stade Orange Vélodrome | 27 de mayo | 21:00 |
| Montpellier Hérault SC | 2 – 3 | OGC Niza                | Stade de la Mosson     | 27 de mayo | 21:00 |
| Stade Rennes           | 2 – 0 | AS Monaco               | Roazhon Park           | 27 de mayo | 21:00 |
| Racing de Estrasburgo  | 1 – 1 | París Saint-Germain (C) | Stade de la Meinau     | 27 de mayo | 21:00 |
| Toulouse FC            | 1 – 1 | AJ Auxerre              | Stadium Municipal      | 27 de mayo | 21:00 |

| AC Ajaccio          | 1 – 0 | Olympique de Marsella  | Stade François-Coty       | 3 de junio | 21:00 |
| AJ Auxerre          | 1 – 3 | RC Lens                | Stade de l'Abbe-Deschamps | 3 de junio | 21:00 |
| Stade Brest         | 1 – 2 | Stade Rennes           | Stade Francis-Le Blé      | 3 de junio | 21:00 |
| FC Lorient          | 2 – 1 | Racing de Estrasburgo  | Stade du Moustoir         | 3 de junio | 21:00 |
| AS Monaco           | 1 – 2 | Toulouse FC            | Stade Louis II            | 3 de junio | 21:00 |
| FC Nantes           | 1 – 0 | Angers SCO             | Stade de la Beaujoire     | 3 de junio | 21:00 |
| OGC Niza            | 3 – 1 | Olympique de Lyon      | Allianz Riviera           | 3 de junio | 21:00 |
| París Saint-Germain | 2 – 3 | Clermont Foot          | Parc des Princes          | 3 de junio | 21:00 |
| Stade Reims         | 1 – 3 | Montpellier Hérault SC | Stade Auguste Delaune     | 3 de junio | 21:00 |
| ES Troyes AC        | 1 – 1 | Lille OSC              | Stade de l'Aube           | 3 de junio | 21:00 |

### Campeón
| Campeón                          |
| Francia                          |
| París Saint-Germain 11.er título |

## Datos y estadísticas

### Máximos goleadores
| Pos. | Jugador             | Goles | Part. | Pen. | Asi. | PG. | Prom. | Min. | M/G | P  | Club                   |
| ---- | ------------------- | ----- | ----- | ---- | ---- | --- | ----- | ---- | --- | -- | ---------------------- |
| 1    | Kylian Mbappé       | 29    | 34    | 3    | 6    | 20  | 0.85  | 2818 | 97  | 54 | París Saint-Germain    |
| 2    | Alexandre Lacazette | 27    | 35    | 6    | 5    | 22  | 0.77  | 2929 | 108 | 45 | Olympique de Lyon      |
| 3    | Jonathan David      | 24    | 37    | 10   | 4    | 16  | 0.65  | 3166 | 132 | 34 | Lille OSC              |
| 4    | Folarin Balogun     | 21    | 37    | 6    | 2    | 18  | 0.57  | 3000 | 143 | 26 | Stade Reíms            |
| 5    | Loïs Openda         | 21    | 38    | 1    | 4    | 15  | 0.55  | 2516 | 126 | 41 | RC Lens                |
| 6    | Habib Diallo        | 20    | 37    | 3    | 1    | 16  | 0.54  | 2880 | 144 | 27 | Racing de Estrasburgo  |
| 7    | Wissam Ben Yedder   | 19    | 32    | 5    | 6    | 13  | 0.59  | 2114 | 111 | 26 | AS Monaco              |
| 8    | Elye Wahi           | 19    | 33    | 1    | 6    | 13  | 0.58  | 2515 | 132 | 24 | Montpellier Hérault SC |
| 9    | Terem Moffi         | 18    | 34    | 1    | 3    | 14  | 0.53  | 2714 | 151 | 25 | FC Lorient / OGC Niza  |
| 10   | Lionel Messi        | 16    | 32    | 0    | 16   | 15  | 0.5   | 2837 | 177 | 43 | París Saint-Germain    |

### Máximos asistidores
| Pos. | Jugador                | Asistencias | Part. | Prom. | TL | PA | Min. | M/A | Club                  |
| ---- | ---------------------- | ----------- | ----- | ----- | -- | -- | ---- | --- | --------------------- |
| 1    | Lionel Messi           | 16          | 32    | 0.5   | 1  | 11 | 2746 | 183 | París Saint-Germain   |
| 2    | Neymar                 | 11          | 20    | 0.55  | 3  | 7  | 1552 | 141 | París Saint-Germain   |
| 3    | Rémy Cabella           | 10          | 32    | 0.31  | 1  | 7  | 2535 | 254 | Lille OSC             |
| 4    | Jonathan Clauss        | 10          | 34    | 0.29  | 1  | 8  | 2602 | 260 | Stade Rennes          |
| 5    | Benjamin Bourigeaud    | 10          | 37    | 0.27  | 0  | 8  | 3086 | 309 | AS Monaco             |
| 6    | Florian Sotoca         | 10          | 38    | 0.26  | 0  | 10 | 3065 | 307 | RC Lens               |
| 7    | Bradley Barcola        | 9           | 26    | 0.35  | 0  | 6  | 1437 | 160 | Olympique de Lyon     |
| 8    | Caio Henrique          | 9           | 32    | 0.28  | 6  | 7  | 2899 | 322 | AS Monaco             |
| 9    | Branco van den Boomen  | 9           | 33    | 0.27  | 1  | 6  | 2768 | 308 | Toulouse FC           |
| 10   | Jean-Ricner Bellegarde | 7           | 30    | 0.27  | 0  | 7  | 2429 | 304 | Racing de Estrasburgo |

### Tripletes o más
A continuación se detallan los tripletes conseguidos a lo largo de la temporada.
| Fecha      | Jugador             | Goles              | Local             | Resultado | Visitante              | Jornada    |
| ---------- | ------------------- | ------------------ | ----------------- | --------- | ---------------------- | ---------- |
| 7/8/2022   | Florian Sotoca      | 27' 62' 65'        | RC Lens           | 3 – 2     | Stade Brest            | Jornada 1  |
| 21/8/2022  | Kylian Mbappé       | 1' 66' 87'         | Lille OSC         | 1 – 7     | París Saint-Germain    | Jornada 3  |
| 2/10/2022  | Wissam Ben Yedder   | 6' 28' 62'         | AS Monaco         | 4 – 1     | FC Nantes              | Jornada 9  |
| 28/10/2022 | Loïs Openda         | 60' 87' 90+3'      | RC Lens           | 3 – 0     | Toulouse FC            | Jornada 13 |
| 15/1/2023  | Wissam Ben Yedder   | 21' 28' 35'        | AS Monaco         | 7 – 1     | AC Ajaccio             | Jornada 19 |
| 1/2/2023   | Folarin Balogun     | 44' 61' 64'        | Stade Reims       | 4 – 2     | FC Lorient             | Jornada 21 |
| 10/3/2023  | Jonathan David      | 45' 60' 78'        | Lille OSC         | 3 – 3     | Olympique de Lyon      | Jornada 27 |
| 12/3/2023  | Loïs Openda         | 31' 34' 35'        | Clermont Foot     | 0 – 4     | RC Lens                | Jornada 27 |
| 7/5/2023   | Alexandre Lacazette | 31' 59' 82' 90+10' | Olympique de Lyon | 5 – 4     | Montpellier Hérault SC | Jornada 34 |
| 7/5/2023   | Elye Wahi           | 40' 41' 54' 55'    | Olympique de Lyon | 5 – 4     | Montpellier Hérault SC | Jornada 34 |
| 21/5/2023  | Amine Gouiri        | 31' 40' 71'        | Athletic Ajaccio  | 0 – 5     | Stade Rennes           | Jornada 36 |

## Premios

### Mejor jugador del mes
| Mes        | Jugador           | Equipo              | Ref. |
| ---------- | ----------------- | ------------------- | ---- |
| Agosto     | Neymar            | Paris Saint-Germain |      |
| Septiembre | Lionel Messi      | Paris Saint-Germain |      |
| Octubre    | Martin Terrier    | Stade Rennais       |      |
| Nov./Dic.  | Kylian Mbappé     | Paris Saint-Germain |      |
| Enero      | Wissam Ben Yedder | AS Mónaco           |      |
| Febrero    | Kylian Mbappé     | Paris Saint-Germain |      |
| Marzo      | Loïs Openda       | RC Lens             |      |
| Abril      | Loïs Openda       | RC Lens             |      |

### Trofeos UNFP
- Mejor jugador:  Kylian Mbappé
- Mejor portero:  Brice Samba
- Mejor jugador joven:  Nuno Mendes
- Mejor jugador extranjero:  Lionel Messi
- Mejor entrenador:  Franck Haise
- Mejor gol:  Elye Wahi (Montpellier) contra el Olympique de Lyon

- Equipo Ideal de la Liga:

| Portero     | Defensores                                           | Mediocampistas                               | Delanteros                             |
| ----------- | ---------------------------------------------------- | -------------------------------------------- | -------------------------------------- |
| Brice Samba | Achraf Hakimi Chancel Mbemba Kevin Danso Nuno Mendes | Khéphren Thuram Valentin Rongier Seko Fofana | Lionel Messi Loïs Openda Kylian Mbappé |